# Ahmed Al-Mukhaini
Ahmed Saleem Thuwaini Al-Mukhaini (2 de maio de 1985) é um futebolista profissional omani que atua como defensor.

## Carreira
Ahmed Al-Mukhaini representou a Seleção Omani de Futebol na Copa da Ásia de 2015.